# Offensive conjointe du Front de libération du peuple du Tigré et de l'Armée de libération oromo
 (novembre 2024).
Si vous disposez d'ouvrages ou d'articles de référence ou si vous connaissez des sites web de qualité traitant du thème abordé ici, merci de compléter l'article en donnant les références utiles à sa vérifiabilité et en les liant à la section « Notes et références ».
Guerre du Tigré et Insurrection de l'armée de libération oromo
L'offensive conjointe du Front de libération du peuple du Tigré et de l'Armée de libération oromo est une série de batailles militaires commençant fin octobre 2021, opposant une coalition des Forces de défense du Tigré (TDF) et de l'Armée de libération oromo (FLO) aux Forces de défense nationale éthiopiennes (ENDF) dans le contexte de la guerre du Tigré et d'insurrection de l'armée de libération oromo. Les TDF et le FLO ont pris le contrôle de plusieurs villes au sud de la région du Tigré en direction de la capitale éthiopienne Addis-Abeba fin octobre et début novembre. Des allégations de crimes de guerre comprenant les exécutions extrajudiciaires de 100 jeunes à Kombolcha par les TDF ont été mises au jour par les autorités fédérales.

## Contexte
La guerre du Tigré a commencé avec les attaques du commandement nord (en) du 4 novembre 2020 par les forces spéciales du Tigré contre le commandement nord des forces de défense nationale éthiopiennes (ENDF), et s'est poursuivie avec les forces spéciales de la région d'Amhara et les forces de défense érythréennes (EDF) luttant contre les forces tigréennes. Toutes les forces ont commis de nombreux crimes de guerre en plus des batailles militaires. Début octobre 2021, lors de l'offensive du Tigré en 2021, les TDF avaient repris le contrôle d'une grande partie de la région du Tigré et de certaines parties de la région d'Amhara, alors que les autorités fédérales éthiopiennes maintenaient un blocus contre l'aide humanitaire à la région du Tigré, que Mark Lowcock (en), ancien chef du Bureau des Nations Unies pour la coordination des affaires humanitaires (OCHA) considérait comme un objectif délibéré d'"affamer la population soit dans l'assujettissement ou hors de l'existence". À la mi-octobre, les ENDF ont lancé une nouvelle offensive militaire contre les TDF, visant à reprendre le contrôle de la région du Tigré et des parties contrôlées par les TDF de la région d'Amhara.
Au 1er novembre 2021, le conflit de longue date entre les Oromos avait conduit l'armée de libération Oromo (FLO) à affirmer avoir pris le contrôle militaire de "plusieurs villes de l'ouest, du centre et du sud de l'Oromia".

## Chute de Dessie et Kombolcha
Dans les quelques jours qui ont précédé le 2 novembre, les TDF ont pris le contrôle de Dessie et de Kombolcha. Le New York Times (NYT) considérait l'événement comme stratégiquement important, décrivant les deux villes comme étant "situées stratégiquement [...] sur une autoroute allant du nord au sud qui est devenue la colonne vertébrale d'une guerre qui pourrait déterminer l'avenir de l'Éthiopie.
Le FLO a affirmé avoir pris le contrôle de Kamise le 31 octobre. Le TDF et le FLO ont confirmé une alliance militaire contre les forces fédérales. Les actions militaires de la coalition TDF-FLO ont été perçues par les autorités fédérales comme une menace pour Addis-Abeba, la capitale de l'Éthiopie. Le 5 novembre, le TDF et le FLO ont annoncé une coalition plus large, comprenant sept groupes plus petits, qu'ils ont nommés Front uni des forces fédéralistes et confédéralistes éthiopiennes.
L'EDF, qui avait fortement soutenu l'ENDF dans les phases antérieures de la guerre du Tigré, semblait absente des combats de fin octobre/début novembre. Selon l'historien français et expert de la Corne de l'Afrique Gérard Prunier, c'est parce que le gros de l'armée érythréenne au Tigré défend la frontière avec le Soudan (pour empêcher les rebelles tigréens d'être potentiellement approvisionnés par l'Égypte, qui est hostile au gouvernement d'Abiy Ahmed) et protège la frontière de l'Érythrée avec le Tigré, laissant ainsi la défense d'Addis-Abeba principalement aux milices amhara face aux lourdes pertes subies par l'armée fédérale éthiopienne. La structure de commandement et de contrôle de l'ENDF a été décrite comme s'étant "effondrée" par les responsables tigréens et occidentaux.

## Mi-novembre
Le 16 novembre, les TDF ont affirmé avoir pris le contrôle d'Ataye et de Senbete dans la zone d'Oromia dans la région d'Amhara. Cette zone avait été le théâtre d'affrontements (en) entre les Oromos et les Amharas au cours des mois précédents. Les TDF contrôlaient une grande route reliant Addis-Abeba à Djibouti et approchaient de Mille dans la région d'Afar. Les TDF-FLO contrôlaient Degolo et Mehal Meda (en) le 20 novembre. Le 19 novembre, Les TDF-FLO essayait de prendre le contrôle de Shewa Robit, et en ont revendiqué le contrôle le 22 novembre.

## Crimes de guerre
Les autorités éthiopiennes ont déclaré que les TDF avaient tué de manière extrajudiciaire 100 jeunes à Kombolcha.